# Dunira fasciata
Dunira fasciata är en fjärilsart som beskrevs av Alfred Ernest Wileman och South 1917. Dunira fasciata ingår i släktet Dunira och familjen nattflyn. Inga underarter finns listade i Catalogue of Life.